# Roger Ebert

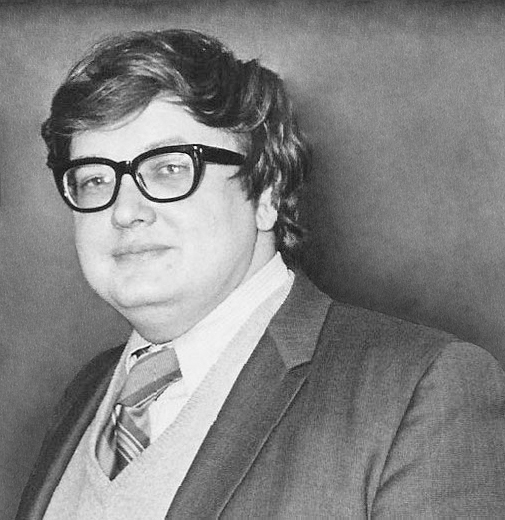
Roger Ebert 1970.

Roger Joseph Ebert, född 18 juni 1942 i Urbana, Illinois, död 4 april 2013 i Chicago, Illinois, var en amerikansk filmkritiker som skrev för Chicago Sun Times. 1975 blev han den förste filmkritiker som mottagit Pulitzerpriset för kritik. 
Roger Ebert var även värd för ett tv-program, där han recenserade filmer tillsammans med den andre värden i programmet. De första 23 åren av programmet leddes det av Ebert och Gene Siskel under namnet Siskel & Ebert. När Siskel avled 1999 ersattes han av Richard Roeper och programmet fick namnet Ebert & Roeper.
Under 1970-talet skrev Ebert manus till tre filmer regisserade av Russ Meyer.
Han var varje år värd för sin egen filmfestival, Ebertfest, i Champaign, Illinois, som anordnas i samarbete med University of Illinois. Han har också publicerat ett antal böcker om film.
Ebert fick 2002 diagnosen sköldkörtelcancer och genomgick behandlingar för denna men fortsatte att vara verksam som filmkritiker när han kunde. Operationerna – bland annat fick han delar av käkbenet bortopererade – gjorde att han förlorade förmågan att tala och använde sig då av talsyntes som efterliknade hans röst med hjälp av kommentarspår som Ebert gjort för DVD-utgåvor av klassiska filmer.

## Filmografi (manus)
- 1970 – Bortom dockornas dal
- 1976 – Upp
- 1979 – Beneath the Valley of the Ultra Vixens